# Aït M’hamed

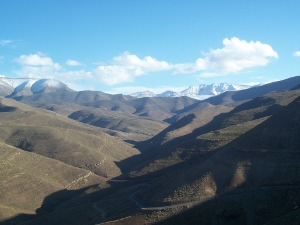
Berglandschaft mit Blick auf den Hohen Atlas

Aït M’hamed (auch Aït Mhammed geschrieben; arabisch أيت محمد, Zentralatlas-Tamazight ⴰⵢⵜ ⵎⵃⴰⵎⴷ) ist eine Stadt und gleichzeitig der Hauptort einer etwa 45 Dörfer mit insgesamt etwa 25.000 Einwohnern umfassenden und ca. 576 km² großen Landgemeinde (commune rurale) in der Provinz Azilal in der Region Béni Mellal-Khénifra, Marokko.

## Lage und Klima

### Lage
Der Ort Aït M’hamed liegt auf der Nordseite des Hohen Atlas in etwa 1700 m Höhe und etwa 20 km südöstlich von Azilal an der Straße ins Aït Bougoumez-Tal bzw. ins Ahansal-Tal.

### Landschaft
Das Gebiet ist bergig mit Höhen zwischen 1400 und 1800 m; Teile der Hanglagen sind bewaldet, doch der weitaus größte Teil des Gemeindegebiets besteht aus kahlen Hängen, auf denen nur etwas Weidewirtschaft möglich ist. Die Dörfer liegen zumeist an den windgeschützten Hanglagen und wurden niemals auf fruchtbaren Böden errichtet.

### Klima
Die Wintermonate sind kalt, doch werden tagsüber bei entsprechender Sonneneinstrahlung meist Plusgrade erreicht, die den gefallenen Schnee (ca. 20 bis 40 cm pro Jahr) normalerweise schnell abtauen lassen. Im Sommer liegen die durchschnittlichen Tagestemperaturen bei etwa 28 °C, nachts kann es – je nach Bewölkung – auf 5 bis 15 °C abkühlen.

## Bevölkerung
| Jahr      | 1994   | 2004   | 2014   | 2024   |
| Einwohner | 18.888 | 21.742 | 23.696 | 23.531 |

Die Bevölkerung besteht in der Hauptsache aus in den letzten Jahrzehnten des 20. Jahrhunderts zugewanderten Berbern. Die etwa 25.000 Einwohner der flächenmäßig großen Gemeinde sind zu beinahe 100 % berberischer Abstammung. Bis auf die etwa 2000 Einwohner des Marktfleckens Aït M’hamed leben sie in kleinen Dörfern. Es werden zumeist Berberdialekte gesprochen.

## Wirtschaft

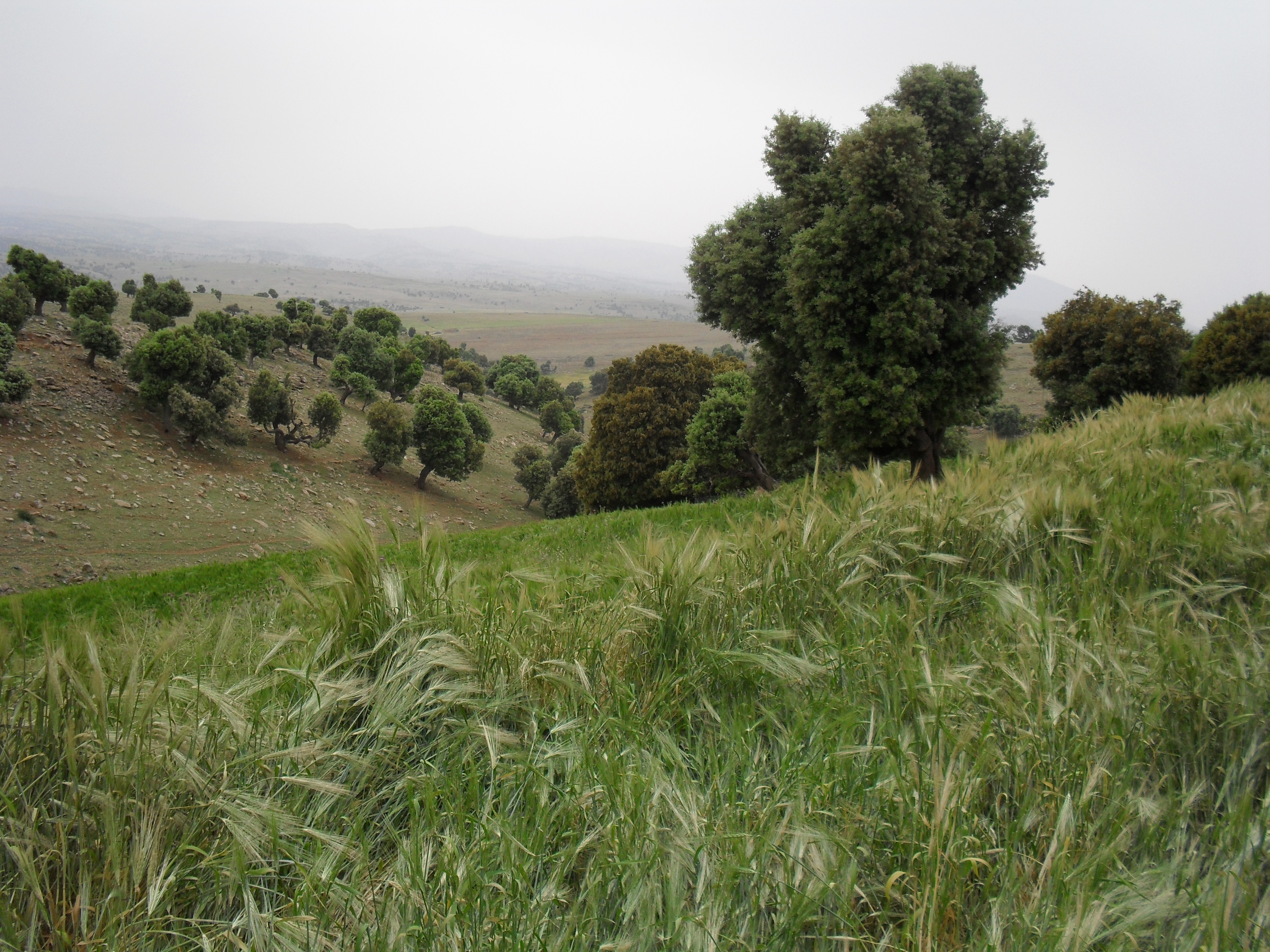
Gerstenfeld am Hang

Die meisten Familien der Region leben von der Feldwirtschaft, die in Tal- und Hanglagen akzeptable Erträge (Gerste) hervorbringt; Gemüse wird nur in geringem Umfang angebaut, da es bewässert werden muss. Auch Viehzucht (Schafe, Ziegen, Hühner) wird betrieben. Seit der Fertigstellung der Straße können die Bauern auch für die Märkte in Azilal produzieren, die früher nahezu unerreichbar waren. Viele Männer arbeiten ganzjährig oder einen Teil des Jahres als Tagelöhner, Handwerker, Händler oder Kleingewerbetreibende in den Städten des Nordens. Der Tourismus spielt keine Rolle.

## Geschichte
Obwohl in den Berbergebieten des Maghreb keinerlei schriftliche Aufzeichnungen existieren, können einige grundsätzliche Dinge festgestellt werden: Über Jahrhunderte bestand in den Berberregionen ein Dauerkonflikt zwischen sesshaften und (teilweise) nomadisierenden Stämmen, der nicht selten in Fehden und gewaltsamen Auseinandersetzungen mündete. Diese Situation änderte sich etwas mit den verbesserten Transport- und Lebensbedingungen während der Kolonialzeit. Hinzu kam die Präsenz einer vergleichsweise starken Zentralmacht mit ihren Kontroll- und Ordnungsmechanismen, die es früher in den Berberregionen nicht gegeben hatte. Nach der Unabhängigkeit Marokkos (1956), der in den 1970er Jahren wegen ausbleibender Regenfälle und anderer soziokultureller Veränderungen fortschreitenden Landflucht, vor allem aber dem – seit dem Machtantritt König Mohammeds VI. (1999) verstärkten – Ausbau der Infrastruktur (Straßenbau, Strom- und Wasserversorgung, nationales Mobilfunknetz) hat sich das Zusammenleben der Stämme deutlich verbessert.

## Sehenswürdigkeiten

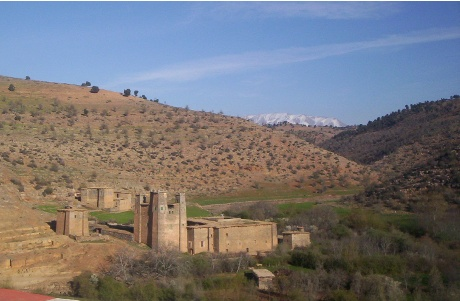
Wehr- und Speichertürme im Ahansal-Tal bei Bernat

Viele Berberorte in der landschaftlich durchaus abwechslungsreichen Region bestehen noch aus den urtümlich wirkenden eingeschossigen Stein-/Lehmbauten, die jedoch – anders als früher – über mehrere Fenster verfügen. In den größeren Orten und auch hier nur ganz allmählich setzen sich die meist zweigeschossigen Neubauten mit Decken aus Beton und Wänden aus Hohlblockziegeln durch. Minarette sind in den traditionellen Dörfern nicht zu sehen; sie entstanden – wenn überhaupt – allesamt in der zweiten Hälfte des 20. Jahrhunderts. In einigen Orten des Hohen Atlas finden sich Wehr- und Speicherbauten (Agadire), die hier häufig turmartig ausfallen (vgl. Ibakliwin im Aït Bougoumez-Tal) und sich in ihrem kompakten Erscheinungsbild deutlich von den Speicherburgen des Anti-Atlas unterscheiden.